# Unidos da Região Oceânica
O Grêmio Recreativo Escola de Samba Unidos da Região Oceânica é uma escola de samba da cidade de Niterói. Seu nome é uma referência à Região Oceânica de Niterói, onde foi fundada.
A escola já realizou seus ensaios, no entanto, em diversos bairros do município. Inicialmente esteve sediada na Avenida Central, em Maravista, mudando-se em seguida para o Cafubá. La, a sua quadra esteve estabelecida até 2017, quando inaugurou um novo espaço em Várzea das Moças, que oficialmente não é um bairro da Região Oceânica. No entanto, a agremiação está sediada em Piratininga.

## Idealizadores
Luca Lobo , Renato Chagas , Rodrigo Chagas , Igor Gabry , Luis Eduardo Souza e Luiz Sérgio Marinho

## Fundadores
Ginho , Mimi , Pedrão , Quaty , Celoca , André Luiz , Viviane Marinho , Ana Patrícia Serino , Wagner Wilhian , Adeilton Paixão , Luis Eduardo , Igor Gabry , Fábio Nunes e Evandro Domingues.

### Presidentes
| Ano                             | Presidente                  | Presidentes de honra | Ref.  |
| ------------------------------- | --------------------------- | -------------------- | ----- |
| Luiz Sergio Marinho "Ginho"     | 2003-2009                   | [ 5 ]                |       |
| Leandro Almeida "Leandro Negão" | Luiz Sergio Marinho "Ginho" | 2009-2015            | [ 6 ] |
| Luiz Sérgio Marinho "Ginho"     | Waldemir Gomes (MIMI)       | 2015-atualidade      |       |

### Intérprete
| Nome            | Mandato                                                   |
| --------------- | --------------------------------------------------------- |
| 2004-2008       | Déo Júnior, André Marinho, Adelcio                        |
| 2010            | Leonardo Bessa                                            |
| 2011            | Wagner do Vale                                            |
| 2012            | Leonardo Bessa                                            |
| 2013-2015       | Wagner do Vale                                            |
| 2016            | Ademir Ribeiro e Marcelo Quaty                            |
| 2017-2019       | Ademir Ribeiro, Marcelo Quaty, Igor Costa e André Marinho |
| 2020            | Ademir Ribeiro                                            |
| 2022            | Ademir Ribeiro e Wic Tavares                              |
| 2023            | Ademir Ribeiro                                            |
| 2024-atualidade | Ademir Ribeiro e Júlia Castro                             |

### Diretores
| Ano  | Diretor de Carnaval                 | Diretor geral de harmonia    | Mestre de bateria | Ref.  |
| ---- | ----------------------------------- | ---------------------------- | ----------------- | ----- |
| 2014 | Zeca                                | Zeca                         | Gilson            |       |
| 2015 | Almir Jhunior                       | Olenir                       | Gilson            | [ 3 ] |
| 2016 | Almir Jhunior                       | Olenir                       | Gilson            |       |
| 2017 | Almir Jhunior                       | Olenir e Marcia              | Barrão            |       |
| 2018 | Almir Jhunior                       | Olenir e Marcia              | Gilson            |       |
| 2019 | Almir Jhunior                       | Almir Jhunior                | Gilson            |       |
| 2020 | Almir Jhunior                       | Wagner França                | Gilson            |       |
| 2022 | Ana Patrícia Serino e Wagner França | Nando Araújo                 | Gilson            |       |
| 2023 | Ana Patrícia Serino e Wagner França | Alexandra Marins             | Gilson            |       |
| 2024 | Ana Patrícia Serino e Wagner França | Márcia Vieira e Olenir Silva | Gilson            |       |

### Coreógrafo
| Ano       | Nome        | Ref.  |
| --------- | ----------- | ----- |
| 2014      | Tom Barros  |       |
| 2015-2023 | Paulo Pinna | [ 7 ] |

### Casal de Mestre-sala e Porta-bandeira
| Ano             | Nome                                | Ref.  |
| --------------- | ----------------------------------- | ----- |
| 2014            | Luis Augusto e Simone               |       |
| 2015            | Marcelo Borges e Pâmela Christo     | [ 7 ] |
| 2016-atualidade | Feliciano Júnior e Raphaela Caboclo |       |

### Corte de bateria
| Ano       | Rainha            | Madrinha      | Rei                | Princesa     | Ref.  |
| --------- | ----------------- | ------------- | ------------------ | ------------ | ----- |
| 2006-2010 | Cristiane Romeu   | Taynara Muniz |                    |              |       |
| 2011      | Rafaela Mell      |               |                    |              |       |
| 2012-2015 | Taiane Perfeito   |               |                    |              | [ 8 ] |
| 2016-2018 | Nathy Fernandes   |               |                    |              |       |
| 2019      | Michelly Boechat  |               |                    |              |       |
| 2020      | Michelly Boechat  |               | Anderson Magalhães |              | [ 9 ] |
| 2022-2023 | Sandrinha Barboza |               | Anderson Magalhães | Izza Barboza |       |
| 2024-     | Sandrinha Barboza |               |                    | Izza Barboza |       |

## Carnavais
| Ano                                                                          | Colocação                                                                    | Divisão                                                                      | Enredo | Carnavalesco                                                                 | Ref.                |
| ---------------------------------------------------------------------------- | ---------------------------------------------------------------------------- | ---------------------------------------------------------------------------- | --- | ---------------------------------------------------------------------------- | ------------------- |
| 2004                                                                         | Itaipu                                                                       | Itaipu                                                                       | Entre o sonho e a realidade, lagoa limpa ainda é possível                                                        | Vinícius Dupan                                                               | [ 10 ]              |
| 2005                                                                         | Itaipu                                                                       | Itaipu                                                                       | De Gênesis a São João, o fruto do amor e da tentação                                                             | Vinícius Dupan                                                               | [ 10 ]              |
| 2006                                                                         | 4º lugar                                                                     | Especial (primeira divisão)                                                  | Reciclar é preciso                                                                                               | Vinícius Dupan                                                               | [ 10 ]              |
| 2007                                                                         | 3º lugar                                                                     | Especial (primeira divisão)                                                  | De Gênesis a São João, o fruto do amor e da tentação (Reedição do carnaval de 2005)                              | Vinícius Dupan                                                               | [ 10 ]              |
| 2008                                                                         | 7º lugar                                                                     | Especial (primeira divisão)                                                  | Gusttavo, um Clarão no samba de Niterói Compositores:Thiago Meiners, Claudinho Silva e João Pinho.               | Vinícius Dupan                                                               | [ 10 ]              |
| 2010                                                                         | 9º lugar (rebaixada)                                                         | Especial (primeira divisão)                                                  | A Região Oceânica conta os encantos que a Lua Tem Compositores: Demá Chagas e Alessandro Falcão                  | Angélica Lessa                                                               | [ 6 ] [ 10 ]        |
| 2011                                                                         | Vice-Campeã                                                                  | Grupo A (segunda divisão)                                                    | Brasil Negreiro: herança de uma raça, costume de um povo                                                         | Marcelo Alves                                                                | [ 11 ]              |
| 2012                                                                         | Vice-Campeã                                                                  | Especial (primeira divisão)                                                  | Mistérios | Marcelo Alves                                                                | [ 12 ] [ 13 ]       |
| 2013                                                                         | 4º lugar                                                                     | Especial (primeira divisão)                                                  | Que Rei sou Eu? Do Paço Real à Corte do Carnaval                                                                 | Marcelo Alves                                                                | [ 14 ]              |
| 2014                                                                         | 5º lugar                                                                     | Especial (primeira divisão)                                                  | Um Oceano de Felicidade                                                                                          | Marcelo Alves                                                                | [ 15 ]              |
| 2015                                                                         | 5º lugar                                                                     | Especial (primeira divisão)                                                  | Axé Ginga - A saga do Império Africano Compositores: Felipe Filósofo e Wagner do Valle                           | Marcelo Alves                                                                | [ 7 ] [ 16 ] [ 17 ] |
| 2016                                                                         | 5º lugar                                                                     | Especial (primeira divisão)                                                  | Os caminhos de Darwin, no coração da Região                                                                      | Almir Jhunior                                                                | [carece de fontes?] |
| 2017                                                                         | 4º lugar                                                                     | Especial (primeira divisão)                                                  | Brasil - Em se plantando tudo dá                                                                                 | Almir Jhunior                                                                | [ 18 ]              |
| 2018                                                                         | 6° lugar                                                                     | Especial (primeira divisão)                                                  | O meu lugar: 15 anos! Só vim mostrar que faço samba também. Compositores: STS, Manolo, Altinho e Guilherme Muniz | Bruno Villaça                                                                | [ 19 ]              |
| 2019                                                                         | 4º lugar                                                                     | Grupo A (primeira divisão)                                                   | Abram as cortinas, simplesmente Elis Regina- A estrela e voz da música popular brasileira                        | Índio Garcia                                                                 | [ 20 ] [ 21 ]       |
| 2020                                                                         | 3º lugar                                                                     | Grupo A (primeira divisão)                                                   | Magias, Mistérios e Bruxarias: Em honra da mãe Lua                                                               | Índio Garcia                                                                 | [ 22 ] [ 23 ]       |
| Os desfiles do Carnaval 2021 foram cancelados devido a pandemia de Covid-19. | Os desfiles do Carnaval 2021 foram cancelados devido a pandemia de Covid-19. | Os desfiles do Carnaval 2021 foram cancelados devido a pandemia de Covid-19. | Os desfiles do Carnaval 2021 foram cancelados devido a pandemia de Covid-19.                                     | Os desfiles do Carnaval 2021 foram cancelados devido a pandemia de Covid-19. | [ 24 ]              |
| 2022                                                                         | 5º lugar                                                                     | Grupo A (primeira divisão)                                                   | Sawabona Shikoba, ritual de um Povo Africano                                                                     | Índio Garcia                                                                 |                     |
| 2023                                                                         | 6º lugar                                                                     | Grupo A (primeira divisão)                                                   | Magia dos seres elementares da natureza                                                                          | Índio Garcia                                                                 |                     |
| 2024                                                                         | 6º lugar                                                                     | Grupo A (primeira divisão)                                                   | Sua pureza mata a sede... Sua divindade lava a alma - Água, Seiva da Vida!                                       |                                                                              |                     |
| 2025                                                                         |                                                                              | Grupo A (primeira divisão)                                                   | A Oceânica em uma noite de luar                                                                                  | Paulo Cesar Lima                                                             |                     |
| 2026                                                                         |                                                                              | Grupo A                                                                      | É Hoje o Dia (Reedição do carnaval de 1986 e 2008 da União da Ilha do Governador)                                |                                                                              |                     |

- Commons